# 고나시촌
고나시촌(小梨村)은 이와테현 히가시이와이군에 설치되었던 촌이다.